# Середняя (приток Вочи)

Середняя — река в России, протекает в Вохомском и Павинском районах Костромской области. Устье реки находится в 33 км по правому берегу реки Вочь. Длина реки составляет 11 км.
Исток реки находится в лесах северо-западнее деревни Власиха и в 22 км к северо-западу от посёлка Вохма. Река течёт на север, крупных притоков не имеет. В среднем течении на левом берегу деревня Шубино. Впадает в Вочь напротив деревни Новое Коточижное в 15 км к востоку от села Павино.

## Данные водного реестра
По данным государственного водного реестра России относится к Верхневолжскому бассейновому округу, водохозяйственный участок реки — Ветлуга от истока до города Ветлуга, речной подбассейн реки — Волга от впадения Оки до Куйбышевского водохранилища (без бассейна Суры). Речной бассейн реки — (Верхняя) Волга до Куйбышевского водохранилища (без бассейна Оки).
По данным геоинформационной системы водохозяйственного районирования территории РФ, подготовленной Федеральным агентством водных ресурсов:
- Код водного объекта в государственном водном реестре — 08010400112110000041233
- Код по гидрологической изученности (ГИ) — 110004123
- Код бассейна — 08.01.04.001
- Номер тома по ГИ — 10
- Выпуск по ГИ — 0